# Vuillecin
Vuillecin é uma comuna francesa na região administrativa de Borgonha-Franco-Condado, no departamento de Doubs. Estende-se por uma área de 14,24 km². Em 2010 a comuna tinha 672 habitantes (densidade: 47,2 hab./km²).